# Megarhyssa vagatoria
Megarhyssa vagatoria är en stekelart som först beskrevs av Fabricius 1793.  Megarhyssa vagatoria ingår i släktet Megarhyssa och familjen brokparasitsteklar. Enligt den finländska rödlistan är arten nära hotad i Finland. Artens livsmiljö är skogar. Utöver nominatformen finns också underarten M. v. ghiliani.